# Шиллер, Стефан

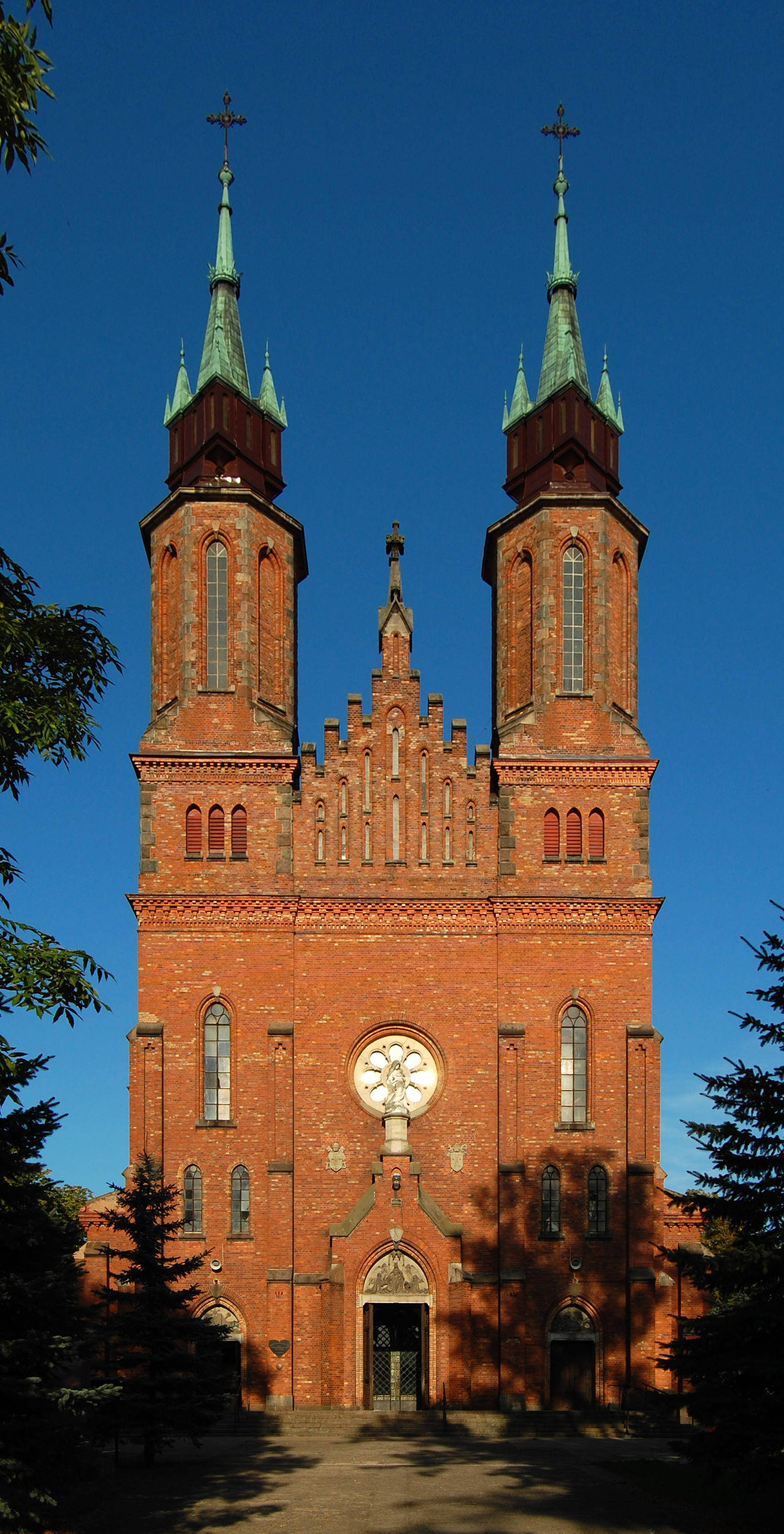
Костёл в Осецке

Стефан Шиллер (в русских текстах Степан Теофилович, пол. Stefan Szyller; 4 сентября 1857, Варшава — 22 июня 1933, Кутно, Лодзинское воеводство) — польский архитектор, представитель эклектики, академик Императорской Академии художеств.

## Биография
Стефан Шиллер родился 4 сентября 1857 года в Варшаве, Царство Польское. В 1881 году отправился в Санкт-Петербург для поступления в Императорскую Академию художеств. Получал награды Академии художеств: малая серебряная медаль (1878), большая серебряная (1879), малая золотая медаль (1880) за программу «Проект Городской Думы», большая золотая медаль (1881) за программу «Проект Окружного Суда в столице». Классный художник 1-й степени. Звание академика (1888).
В 1888 году вернулся в Варшаву. В Варшаве и её окрестностях Шиллер спроектировал около 700 зданий, выполненных в стиле ренессанса и барокко, и восстановил многие исторические здания. Шиллер был главным редактором архитектурного журнала и архитектором города Варшавы. Преподавал в художественной школе в Варшаве.
Стефан Шиллер умер 22 июня 1933 года в городе Кутно Лодзинского воеводства.

## Наиболее известные работы
- Библиотека и ворота Варшавского университета (1899—1901, совместно с А. Яблонским),
- главное здание Варшавского политехнического института (1899—1901),
- здание Общества поощрения изящных искусств (сейчас Национальная галерея искусств (1900),
- архитектурные украшения моста Понятовского (1905—1913).

Кроме того, автор около сотни домов, в основном в Варшаве, и многочисленных костёлов.

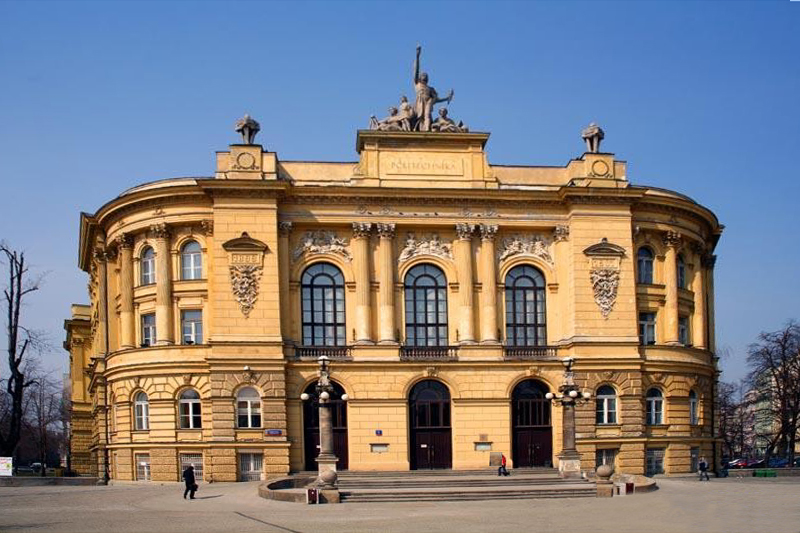
Здание Варшавского политехнического института
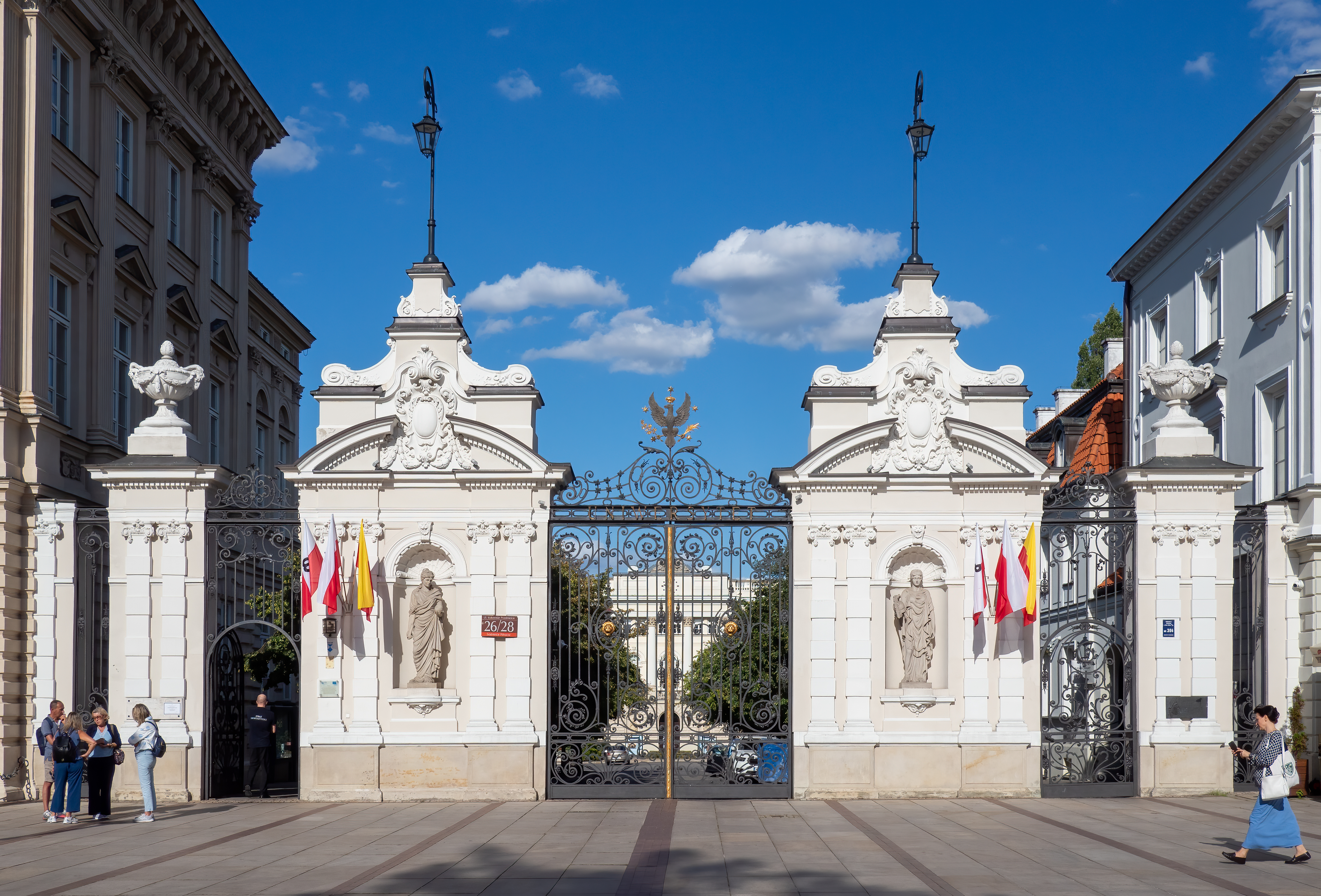
Библиотека и ворота Варшавского университета
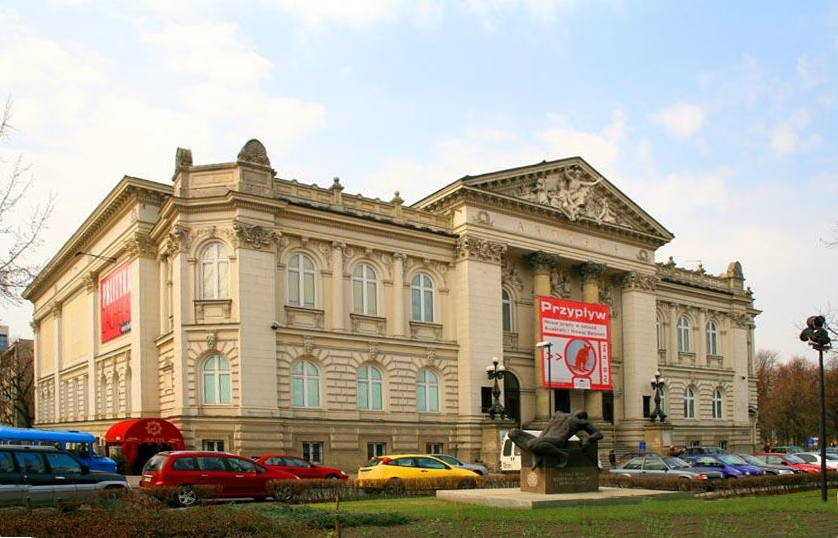
Национальная галерея искусств в Варшаве
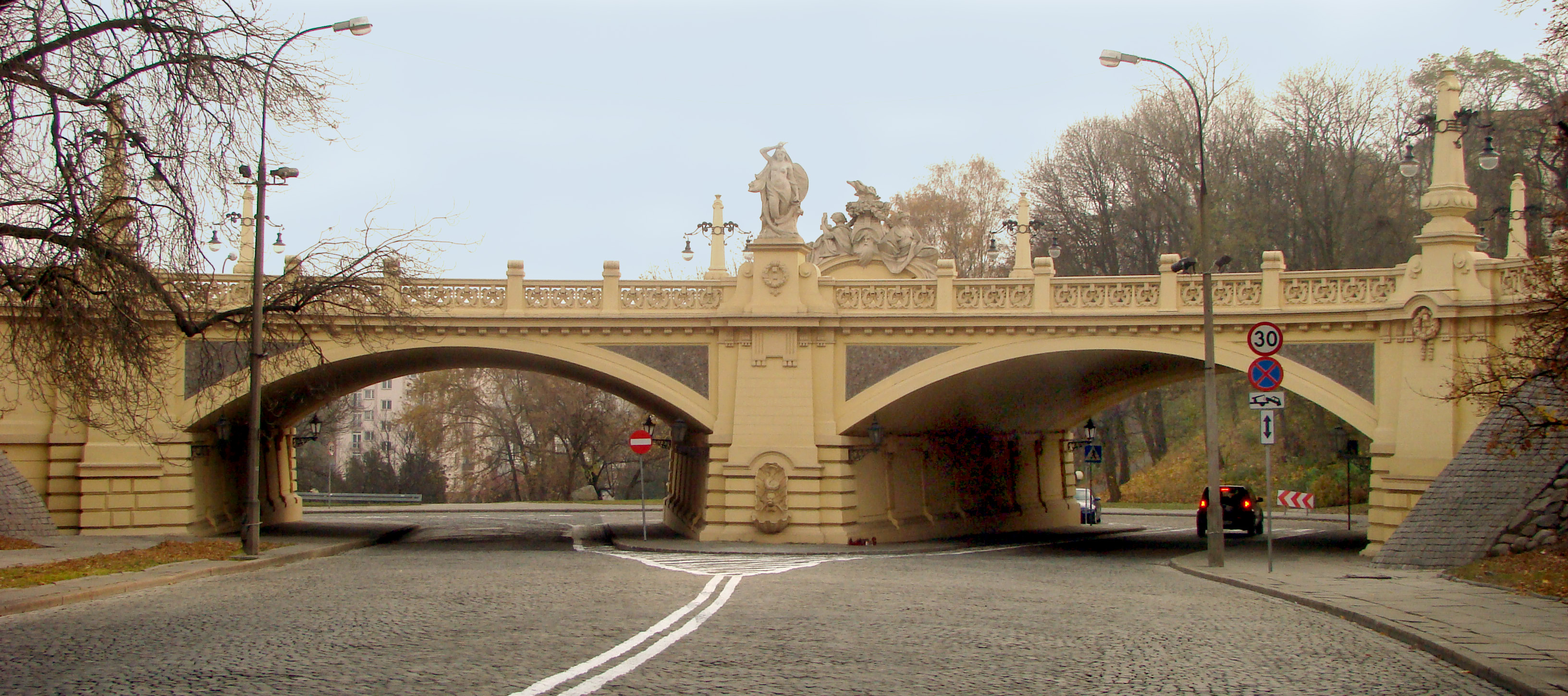
Виадук моста Маркевича в Варшаве
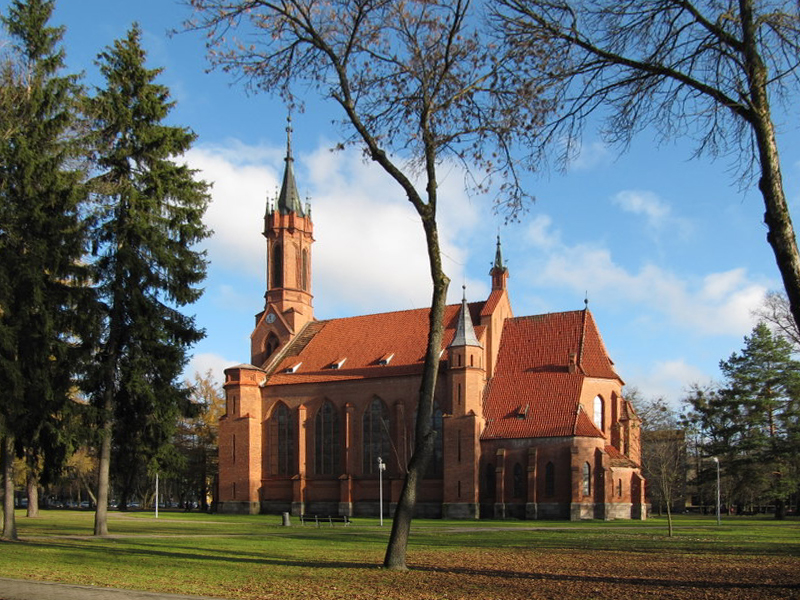
Костёл в Друскининкай (теперь Литва)
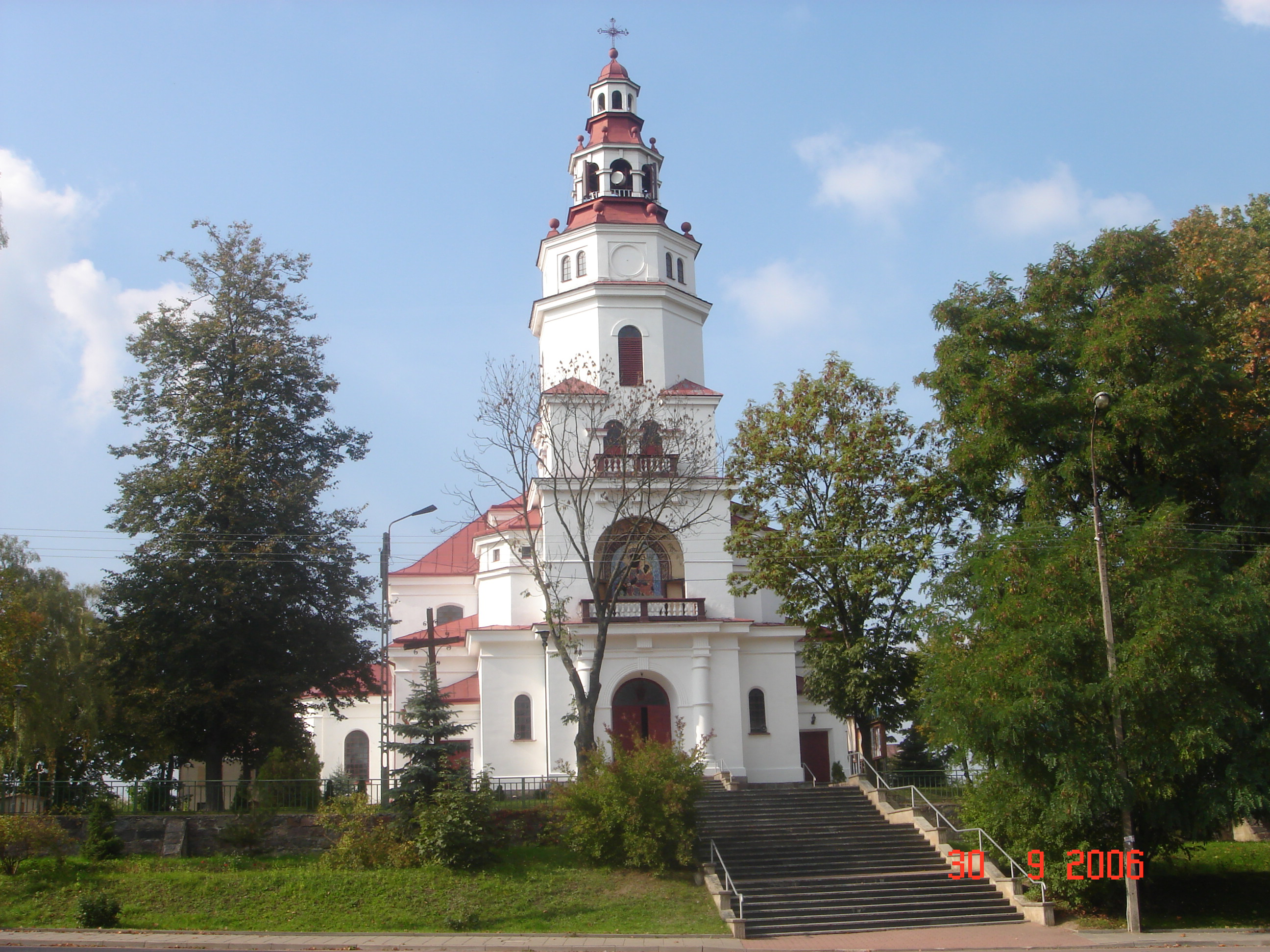
Костёл в Монках
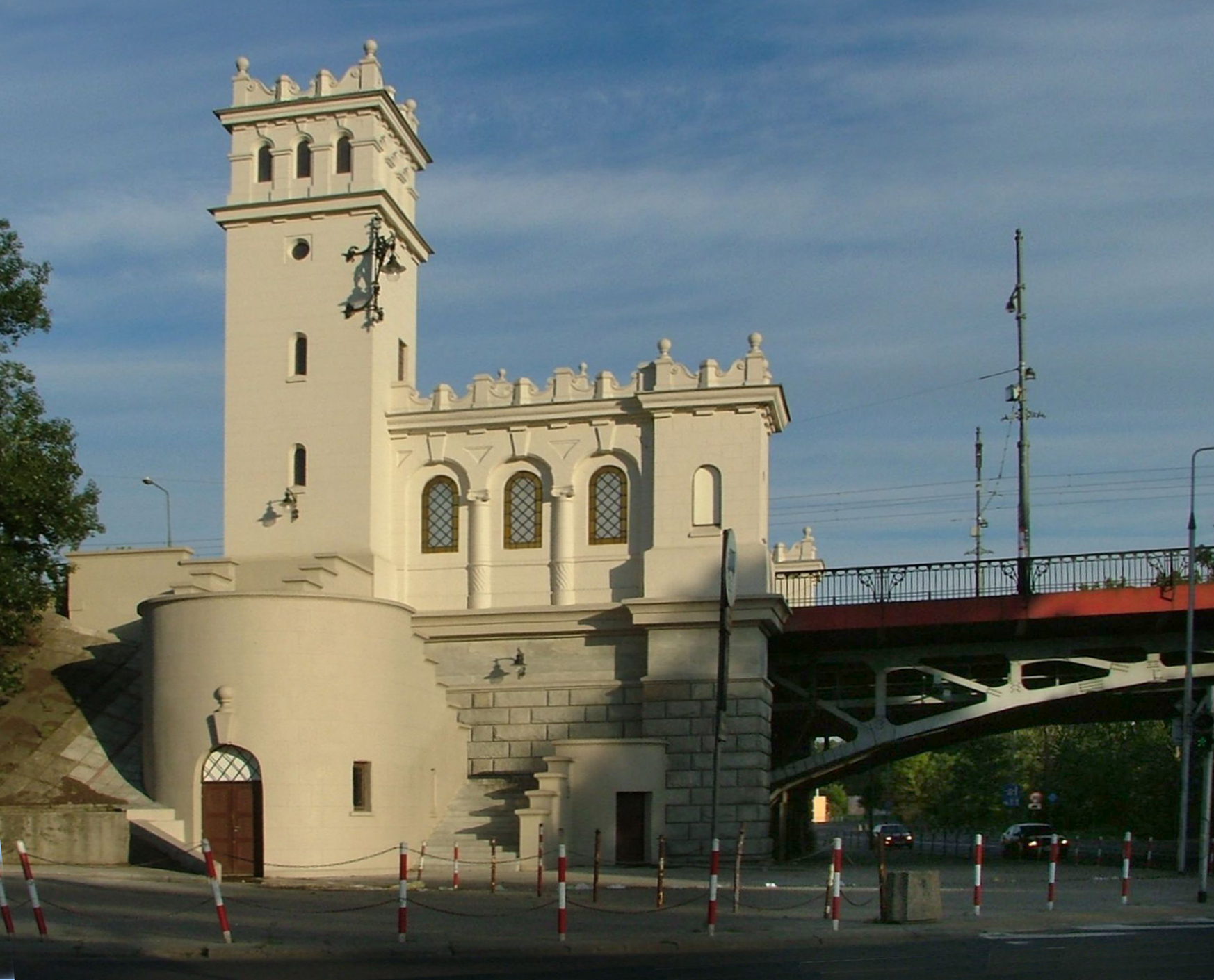
Мост Понятовского в Варшаве